# Chris Adler
Chris Adler (Richmond, 23 de novembro de 1972) é um músico norte-americano, conhecido por ter sido o baterista do grupo de groove metal Lamb of God entre 1994 e 2019. Em 2015 atuou também no grupo de thrash metal Megadeth gravando o álbum Dystopia e fazendo alguns shows pela turnê. Em Julho de 2016 foi anunciado o baterista Dirk Verbeuren da banda Soilwork como membro oficial sendo ele indicado pelo próprio Adler.
Além de seus trabalhos no Lamb of God, também possui discos solo gravados.

## Discografia
Com o Lamb of God
- Burn the Priest (1999, sob o nome "Burn the Priest")
- New American Gospel (2000)
- As the Palaces Burn (2003)
- Ashes of the Wake (2004)
- Sacrament (2006)
- Wrath (2009)
- Resolution (2012)
- VII: Sturm und Drang (2015)

Com o Megadeth
- Dystopia (2016)